# Fnac

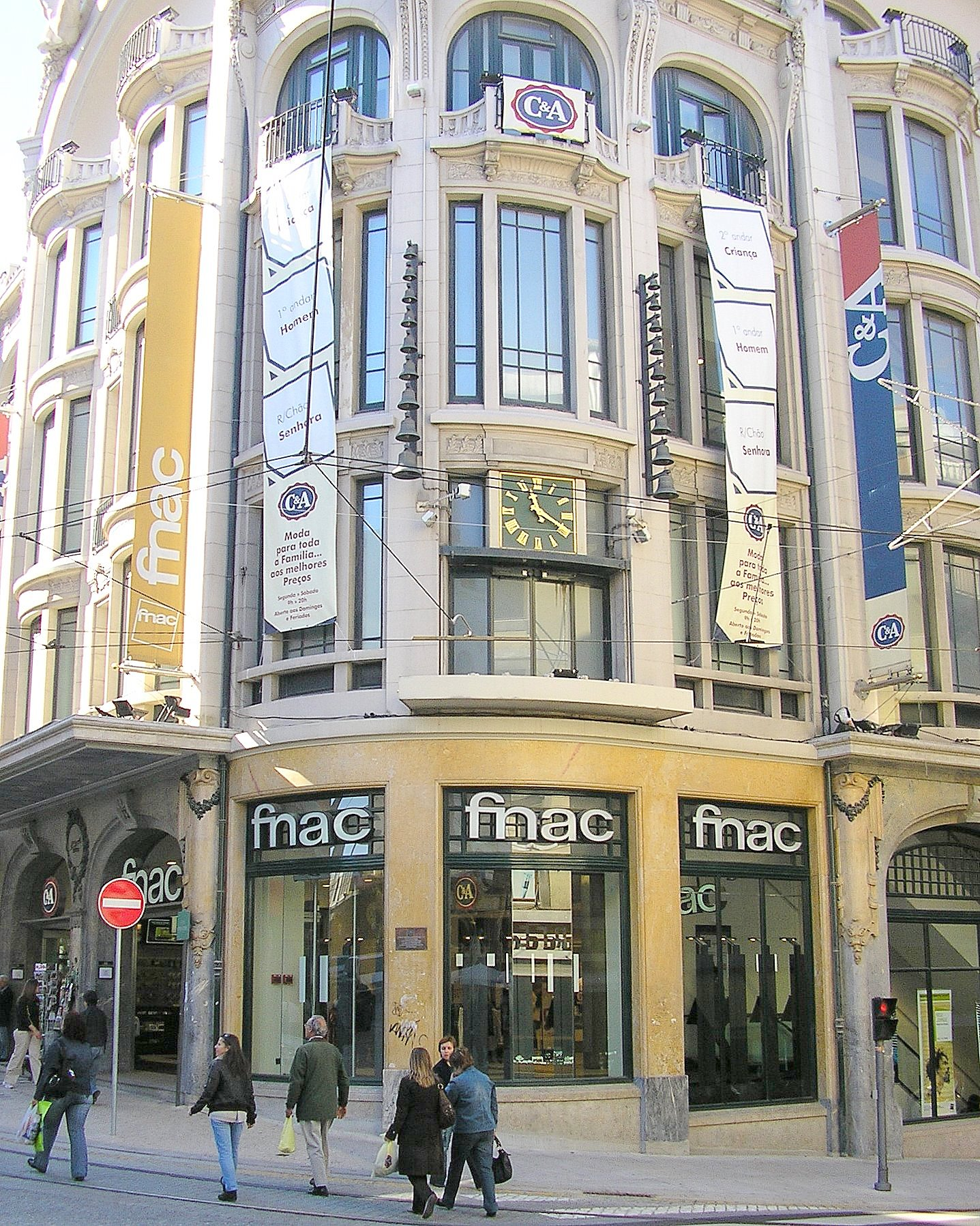
Філія Fnac в Порто, Португалія

Fnac (акронім спершу від «Fédération nationale d'achats des cadres», потім, після відкриття для широкого загалу, від «Fédération nationale d'achats» (Національна федерація з продажу)) — французька торговельна мережа, яка насамперед займається продажем книжок, компактдисків та DVD.

## Історія
Фірма заснована в 1954 році у Франції Андре Есселем та Максом Тере. Обоє були войовничими марксистами троцькістського спрямування. Тере навіть був особистим охоронцем Лева Троцького.
З 1996 року Fnac входить до групи PPR, заснованої в 1963 році Франсуа Піно. У 2004 обсяг продажу фірми Fnac сягав 4,139 млрд євро.

## Короткий огляд
Fnac займає лідируючі позиції з продажу книжок, розважальної електроніки, компактдисків та DVD у Франції, Бельгії, Італії, Іспанії, Португалії та Бразилії.
Окрім того Fnac пропонує тестування товарів у Laboratoires Tests, проявлення й друк фотографій, послуги бюро подорожей, продаж концертних квитків, організацію культурних заходів, вечорів, фестивалів. Fnac виступає головним спонсором фестивалю коміксів в Ангулемі.

## Філії
У вересні 2007 року Fnac мав 78 філій в 56 французьких містах. Окрім того 65 філій у восьми інших країнах: 16 в Іспанії, 13 в Португалії, 12 у Бразилії, 7 у Бельгії, 7 в Італії, 6 у Швейцарії, 2 на Тайвані та 2 у Греції. Окрім того діє магазин у форматі Online-Shop.